# Hawkins (condado de Rusk, Wisconsin)
Hawkins es un pueblo ubicado en el condado de Rusk en el estado estadounidense de Wisconsin. En el Censo de 2010 tenía una población de 153 habitantes y una densidad poblacional de 1,29 personas por km².

## Geografía
Hawkins se encuentra ubicado en las coordenadas 45°27′23″N 90°44′31″O / 45.45639, -90.74194. Según la Oficina del Censo de los Estados Unidos, Hawkins tiene una superficie total de 118.53 km², de la cual 118.2 km² corresponden a tierra firme y (0.28%) 0.33 km² es agua.

## Demografía
Según el censo de 2010, había 153 personas residiendo en Hawkins. La densidad de población era de 1,29 hab./km². De los 153 habitantes, Hawkins estaba compuesto por el 96.73% blancos, el 0.65% eran afroamericanos, el 0% eran amerindios, el 0.65% eran asiáticos, el 0% eran isleños del Pacífico, el 0% eran de otras razas y el 1.96% pertenecían a dos o más razas. Del total de la población el 1.96% eran hispanos o latinos de cualquier raza.